# جيمي غلاس
جيمي غلاس (بالإنجليزية: Jimmy Glass) هو لاعب كرة قدم بريطاني، ولد في 1 أغسطس 1973 في إبسوم في المملكة المتحدة. لعب مع أكسفورد يونايتد ودولويتش هاملت وسويندون تاون وكامبريدج يونايتد وكريستال بالاس ونادي برينتفورد ونادي بورتسموث ونادي بورنموث ونادي بيرنلي ونادي غيلينغهام ونادي كارلايل يونايتد ونادي كرولي تاون ونادي ليويس ونادي ويموث.

## وصلات خارجية
- جيمي غلاس على موقع قاعدة بيانات كرة القدم.إي يو (الإنجليزية)
- جيمي غلاس على موقع Soccerbase.com (لاعب) (الإنجليزية)